# Ijumu
Ijumu è una delle ventuno aree a governo locale (local government areas) in cui è suddiviso lo stato di Kogi, in Nigeria. Estesa su una superficie di 1.306 km², conta una popolazione di 119.929 abitanti.